# William Henry Draper
Pour les articles homonymes, voir Draper.
William Henry Draper, né le 11 mars 1801 à Londres et mort le 3 novembre 1877 à Toronto, est un avocat, un juge et un homme politique canadien du Haut-Canada et du Canada-Ouest.